# Live Nation Entertainment
A Live Nation Entertainment (NYSE: LYV) é  uma produtora de eventos ao vivo com base em Beverly Hills, Califórnia nos Estados Unidos. Em 2005, a Live Nation derivou da Clear Channel Communications e o seu presidente é Michael Rapino.
Embora a sua atividade principal seja organizar concertos musicais, a Live Nation contrata artistas como um selo discográfico, mas não toma posse de sua música, apenas o promove. Contratos assinados com Christina Aguilera, U2, Madonna e Shakira, por exemplo, não incluem direitos de autor dos seus álbuns futuros, enquanto o acordo com Jay-Z assinado em 2007.
Em setembro de 2017, a Live Nation iniciou sua operação independente no Brasil sob o comando do executivo Alexandre Faria, que acumula os cargos de Diretor e Vice-Presidente Sênior de Aquisição de Talentos.